# Tulapilla
Tulapilla är en ort i Mexiko.   Den ligger i kommunen Angel R. Cabada och delstaten Veracruz, i den sydöstra delen av landet, 400 km öster om huvudstaden Mexico City. Tulapilla ligger 15 meter över havet och antalet invånare är 191.
Terrängen runt Tulapilla är platt. Runt Tulapilla är det ganska tätbefolkat, med 83 invånare per kvadratkilometer. Närmaste större samhälle är Angel R. Cabadas, 3,3 km söder om Tulapilla. Omgivningarna runt Tulapilla är en mosaik av jordbruksmark och naturlig växtlighet.